# Нове Мјесто у Моравској
Нове Мјесто у Моравској (чеш. Nové Město na Moravě) град је у Чешкој Републици, у оквиру историјске покрајине Моравске. Део је управне јединице Височина крај, где припада округу Ждјар на Сазави.

## Географија
Град Нове Мјесто у Моравској се налази у средишњем делу Чешке републике. Град је удаљен од 170 км југоисточно од главног града Прага, док је од Брна град удаљен 90 км северозападно.
Нове Мјесто у Моравској се сместило у области северозападне Моравске. Надморска висина града је око 600 м. Град је смештен на валовитој висији без већих водотока. Око града издиже се Чехоморавско горје.

## Историја
Подручје Новог Мјеста у Моравској било је насељено још у доба праисторије. Насеље под данашњим називом први пут се у писаним документима помиње почетком 1267. године, а насеље добило градска права већ 1312. године.
Године 1919, Нове Мјесто у Моравској је постало део новоосноване Чехословачке. У време комунизма град је нагло индустријализован. После осамостаљења Чешке дошло је до опадања активности тешке индустрије и до проблема са преструктурирањем привреде.

## Становништво
Нове Мјесто у Моравској данас има око 10.000 становника и последњих година број становника у граду стагнира. Поред Чеха у граду живе и Словаци и Роми.

## Галерија
- Градска протестантска црква
- Градска железничка станица
- Новомесни замак